# Anna-Lena Strindlund
Anna-Lena Strindlund (* 21. Juni 1971 in Högalid, Stockholm) ist eine schwedische Schauspielerin.

## Leben
Ihre Schauspielausbildung absolvierte Strindlund an der Södra Latins Teaterlinje sowie im Kulturama Teaterstudion in Stockholm. Weitere Erfahrungen sammelte sie anschließend an der Dell arte School of physical theatre in Kalifornien, USA.
Ihre erste Fernsehrolle erhielt sie 1992 in einer Episode der Fernsehserie Byhåla 2 - Tillbaka till Fårrden. Nach weiteren Rollen in den Fernsehserien Skilda världar und Tre kronor (jeweils 1998) erhielt sie ihre erste Filmrolle in dem schwedischen Familienfilm Smådeckarna (2002).
Im deutschen Sprachraum wurde sie durch die Episode Tod im Paradies der Fernsehserie Mankells Wallander (2006) und die Episode #1.7 der Serie Verdict Revised – Unschuldig verurteilt (2008) bekannt.

## Filmografie
- 1992: Byhåla 2 - Tillbaka till Fårrden (Serie, eine Episode)
- 1998: Skilda världar (Serie; 2 Episoden)
- 1998: Tre kronor (Serie; 4 Episoden)
- 2002: Smådeckarna
- 2002: Spung (Serie; eine Episode)
- 2004: Mongolpiparen
- 2006: Varannan vecka
- 2006: Mankells Wallander: Tod im Paradies
- 2008: Verdict Revised – Unschuldig verurteilt: Episode #1.7
- 2009: Vägen hem